# 浦原喜助
浦原喜助（日语：／ Urahara Kisuke）是日本漫畫《BLEACH》中的虛構人物。是現世的浦原商店店長，原本是護廷十三隊十二番隊隊長。其受歡迎程度一直高踞頭十名，在日本地區第三回的投票當中，共得3675票，為第八位最受歡迎的角色，比他的好友四楓院夜一少68票。

## 創作與構思
作者在2008年聖地牙哥訪談中表示，其人物的創作原型，取自朵貝·楊笙（Tove Jansson）的小說《MOOMINVALLEY》（姆明）的角色Snufkin。

## 人物簡介

### 外表與性格
淺黃色稍翹的短髮，軍綠色雙眼，下顎留著少許鬍渣。平常總是穿著深綠色的短外掛與輕便的綠色衣褲，而且喜歡戴綠白相間的漁夫帽及穿木屐。一護在劇情前期都用「木屐帽子」來稱呼浦原喜助，後來則改稱他「浦原先生」。性情幽默，喜愛開玩笑，偶爾會作出戲弄他人的行為（例如對井上織姬誆稱黑崎一護看見其穿著特殊風格的衣服會很開心，令暗戀一護但習慣穿著保守的織姬換穿曝露的衣裝），但在關鍵時刻會顯現異常冷靜的一面（日本地區的動畫版黃金圖鑑，則增加其喜歡貓的設定，碎蜂則在官方小說裡謔稱他為「奸商」）。外表溫和，但實力高強，能憑空手制服蛆蟲巢穴的囚犯。一旦開始認真的時候，僅將封印成手杖型態的紅姬指向一護的面前，亦能讓後者感受到不寒而慄的氣息。智力高，擅長分析事物和發明物品，被藍染惣右介視為是屍魂界中唯一在智力方面超越他的存在。同時也是少數知曉「靈王」存在的人，並選擇遵從其意志。作者在附錄特典集賦予喜助的關鍵詞為「聰」。

### 身世與經歷

就任十二番隊隊長時期的浦原喜助

原為護廷十三隊二番隊第三席，兼隱密機動第三分隊‧檻理隊分隊長，負責看守被四十六室以危險為由而被囚禁在蛆蟲之巢的死神。與四楓院夜一以及流魂街的煙火師志波空鶴是熟交。當浦原與夜一尚未加入護廷十三隊以前，兩人就曾在屍魂界的雙亟頂刑台下方秘密建造地下訓練場，並不時來到此處與對方互相切磋。據夜一所說，喜助是個「自昔日開始，便相當擅長偷偷作惡」的對象。
於主線故事的110年前，因為十二番隊隊長曳舟桐生被調升到零番隊（王屬特務），所以當時第二番隊隊長兼隱密機動隊隊長四楓院夜一推薦他成為十二番隊隊長，副隊長為猿柿日世里。於上任後隨即創辦了技術開發局，並從蛆蟲巢穴裡請來了涅繭利當副局長。後來，藍染惣右介以平子真子等死神為實驗對象，進行虛化實驗。喜助與當時的鬼道眾大鬼道長握菱鐵齋用禁術救回了真子等人，但中央四十六室斷言喜助是實驗策劃人，並打算將真子等人以「處理虛的規格」處死。此時，夜一介入，協助喜助和鐵齋逃走。於是，喜助為自己、鐵齋及真子等人製作了義骸，並將他們一同帶到現世。自此，真子等人以假面軍勢的姿態存在；喜助和鐵齋則為了研究解除平子等人虛化的方法，留在現世並開辦了浦原商店，作為一行人在現世裡的活動據點。而這件事情亦導致當時身為夜一部下的碎蜂深受打擊，因而認定喜助和假面軍勢是讓夜一離開屍魂界的元兇，從此對喜助等人抱持著極為厭惡的態度。
隱居現世的期間，喜助讓鐵齋以店員兼助理的身分留在身邊，並在偶然的機會，偶遇遭藍染創造的改造大虛（虛白）攻擊受傷的黑崎真咲。當真咲受虛白的轉移作用影響，致使身體產生虛化現象的時候，喜助及時現身在險些為此發生衝突的滅卻師石田龍弦和時任十番隊隊長志波一心面前，告訴兩者拯救真咲的方式。雖然真咲因為一心和喜助的出手相救，免於遭虛化侵蝕而自我消滅的結果；但一心仍為此事付出代價，無法使用死神的力量。之後，喜助特地幫助失去力量的一心安頓現世的生活所需，讓後者能夠在空座町開設黑崎醫院維持生計，還雇用擁有和虛戰鬥的能力的紬屋雨與花刈甚太，擔任浦原商店的雇員。除了販賣日用品、不時發明死神相關的物件、讓黑崎一護等人使用浦原商店的地下訓練室、協助一行人通往屍魂界與虛圈等其他地點，喜助還經常在劇情中負責指導一護等人的訓練，分析敵方的相關情報，偶爾也會在戰鬥結束後協助一行人療傷。
因為其擅長分析事物的明晰思路和精巧的發明，使得一護等人多次於劇情中蒙受其惠，然而也因為喜助遵守靈王的意志，致使厭惡並試圖反抗靈王的藍染非常鄙視喜助。

## 劇情表現
就在朽木露琪亞抵達現世執行任務、將死神力量傳給黑崎一護的當晚，浦原出現在露琪亞的面前，對露琪亞伸出援手，除了特地準備一件特製的義骸給露琪亞使用，負責提供前者衣著和衛浴方面的需求以外，還接受對方的委託，從屍魂界訂購指定品牌的義魂丸。當露琪亞再度光顧浦原商店時，浦原讓她在店裡挑選義骸專用的接著物件，還準備將露琪亞先前預定的義魂丸親自交給對方，但由於身為雇員的紬屋雨不慎拿成擺在倉庫裡的不良品，而陰錯陽差的將改造魂魄（魂）交給露琪亞（後來露琪亞將魂轉交給一護，使他的靈魂能夠脫離身軀，變成代理死神進行戰鬥）。在發現交給露琪亞的改造魂魄是誤售的不良品後，浦原不但沒有責備當時拿錯樣品的紬屋雨，還親自對一護提出將魂回收的要求，但因為露琪亞的勸說而取消了念頭。
廢棄醫院事件中，浦原帶著甚太和釉屋雨來到廢棄醫院，見識觀音寺的節目拍攝現場，還在一護和露琪亞引發騷動的時候，特地對現場工作人員使用記憶消除器而順利脫身。後來石田雨龍為了和一護較量高下，使用誘餌將大量的虛引來空座町時，浦原帶領鐵齋、釉屋雨、甚太趕到現場，協助一護解決被引至空座町的虛群，並將初次使用新力量而昏倒在地的茶渡泰虎與井上織姬帶回浦原商店休養。事後，浦原告訴茶渡與織姬，他們因為先前和一護接觸過的緣故，以至於原本深藏在靈魂深處的能力被強行拉了出來；而發生在兩人身上的變化，只是交給他們出現在面前的門的「鑰匙」。

### 屍魂界拯救篇
朽木露琪亞被阿散井戀次與朽木白哉拘捕的當晚，浦原出現在黑崎一護的住家窗台上，用紅姬的刀鞘協助一護靈體出竅，使其變成代理死神趕到現場援救露琪亞（為了讓一護理解他當時的實力界線）。一護被白哉擊敗導致死神能力喪失後，浦原為身受重傷的一護和雨龍療傷，還協助一護進行死神化訓練，喚醒了一護體內的死神力量，並且協助一護一行人進入屍魂界展開救援行動。
四楓院夜一協助一護進行卍解訓練時，運用浦原發明的「轉神體」，讓一護得以在極短的期限內習得卍解。由於當初浦原發明了崩玉卻無力銷毀，只能將崩玉封印，後來藏在露琪亞的體內，但藍染仍取出崩玉並前往虛圈（後來在藍染的回憶中透露是為了完成崩玉，將浦原製作的崩玉灌入自己製作的崩玉）。
一護等人順利解救露琪亞後，浦原安排紬屋雨和花刈甚太事先在斷界出口處待命，讓一護等人通過斷界回到現世時，順利降落在浦原搭乘的飛行布綾上。他對於沒有和一護等人坦言關於崩玉真相一事，向一護等人致歉，之後便順勢接送一行人回到各自的住處。至此屍魂界拯救篇亦就此落幕。

### 破面篇
露琪亞拯救事件落幕後，浦原利用自身的技術，協助黑崎一心順利恢復死神的力量，當一心為了替魂解圍而出面擊敗Grand Fisher沒多久，浦原現身和一心討論假面軍勢開始和一護展開接觸的消息，以及藍染惣右介開始利用崩玉創造破面的計畫。
就在十刃第四刃烏爾奇奧拉·西法與第十刃牙密來到現世時，浦原與夜一現身擊退重創一護等人的牙密，並且將受到牙密重傷的一護等人帶回醫治。他讓跟著日番谷先遣小隊來到現世的阿散井戀次寄住籬下，並且在茶渡泰虎傷勢痊癒後，要求戀次協助茶渡進行修煉，而交換條件是浦原要回答戀次提出的每個問題。
由於顧慮到藍染看中井上織姬的能力，浦原因此堅持不讓織姬上場戰鬥，但藍染仍然派遣烏爾奇奧拉將織姬帶到虛圈。協助來到現世的日番谷冬獅郎等人，從臨時第六刃魯畢與牙密的對戰中解危之後，浦原出面告知石田雨龍關於織姬被破面擄走的消息，隨即開啟黑腔，目送黑崎一護、石田雨龍、茶渡泰虎一行人進入虛圈。並且奉護廷十三隊總隊長山本元柳齋重國命令與技術開發局攜手合作，建立四根轉界結柱將空座町傳送至屍魂界，在現世留下偽空座町提供護廷十三隊作為戰鬥場所。
根據假面軍勢成員有昭田缽玄和護廷十三隊二番隊隊長碎蜂在空座町大戰的對話，當缽玄為了對抗十刃NO.2拜勒崗，請求碎蜂使用卍解時，碎蜂隨即猜到浦原曾在私下對假面軍勢成員透漏她會卍解的消息。不過碎蜂對於浦原暗地走漏消息的行徑感到相當不悅，甚至還要缽玄發誓會將浦原關在特製的結界裡長達一個月。

### 空座町篇
空座町大戰中，浦原事先為夜一特別製作戰鬥服，以利於戰鬥。由於浦原推斷不可能殺了與崩玉結合的藍染，轉而開發新的封印鬼道。藍染與一心激烈交鋒過後，浦原忽然現身襲擊藍染。對藍染施展鬼道攻擊未果，及後在其身上設置靈壓封印和新的封印鬼道，但是靈壓封印反而讓藍染轉變成另外的姿態。此時夜一趕到現場，協助浦原作戰。經過一番激戰，被藍染重創倒地。
當藍染在屍魂界的空座町承受了一護的「無月」後力量衰減，使先前浦原趁隙打入其體內的新型封印鬼道產生作用，藍染被鬼道貫穿並包覆身軀，繼而徹底封印；過程中，浦原在和藍染的對話中承認自己知曉靈王的本質，並認為靈王是屍魂界不可動搖的存在。
事後，浦原表示藍染的封印架會交給瀞靈廷的中央四十六室討論處置方式，浦原對情緒有些低落的一護表示他做的是正確的選擇，並告知從虛圈歸來的露琪亞、織姬、雨龍、茶渡、戀次有關一護因施展無月而喪失死神力量的消息。後由於護廷十三隊總隊長山本元柳齋重國親自向中央四十六室交涉的緣故，浦原、夜一、鐵齋終於得以洗刷百餘年前因協助假面軍勢等人逃亡，被屍魂界高層裁決的罪名，順利地恢復己身的清白。為了協助一護恢復死神的力量，浦原決定接受露琪亞的委託，在接下來的日子裡研究恢復死神力量的技術和方法。

### 死神代理消失篇
空座町大戰結束1年5個月後，石田雨龍在對話中再次提到浦原。他邀請雨龍執行消滅虛的工作，還將一隻手機送給雨龍當作謝禮。於此同時，黑崎一護的妹妹黑崎夏梨，開始更頻繁的來到浦原商店拜訪浦原。他讓夏梨免費索取店裡的靈魂商品，詢問一護的近況，聆聽了夏梨「想要保護哥哥」的願望後，還對夏梨表示有需要時可以向他求助。然而浦原幫助一護等人的舉動，卻被銀城空吾質疑他的行為動機並不單純。
石田雨龍與井上織姬接連發生襲擊事件沒多久，黑崎一心約談浦原並商量些私事，但為了防範有人偷聽他們交談的內容而轉移陣地（當時一護躲在電線杆後方，偷聽兩人的對話）。實際上，浦原在一護跟著XCUTION成員進行完現術修行的期間，就已經得知月島秀九郎等人的能力情報，和一心與露琪亞決定將死神的力量傳給一護。為了確保露琪亞能夠順利地聯絡其他自願參與這項計劃的死神們，浦原利用研究設施的電腦，暗地潛入並更改通信技術研究所的裝置設定，讓警報裝置暫時不會攔截關於死神力量轉讓的情報，並且在收到總隊長山本元柳齋重國的召集命令下，獲得護廷十三隊所有正副隊長和其他死神的協助，順利地完成幫助一護恢復死神力量的靈刀。
月島控制了一護身邊的親友後，浦原、一心、露琪亞來到月島秀九郎與銀城空吾所在的宅邸並現身在一護的眼前，讓露琪亞利用靈刀刺向一護的胸口，使一護重獲死神的力量。為了不讓茶渡和織姬被月島繼續控制，浦原和一心趁著月島脅迫茶渡和織姬時，從後方用空手將兩人擊暈並帶回浦原商店休養（動畫版增加安置一護的其他親友至保護結界裡的片段）。浦原認為，一護遲早都要發現屍魂界對代理死神進行監控的真相，因而阻止一心返回戰鬥現場支援一護，並特地委託一心和鐵齋留在浦原商店。隨即返回完現術者和死神交戰的地方，準備為來到現世的死神們進行治療，卻因為死神們提前返回屍魂界的緣故，轉而將當時還留在現場的一護、露琪亞、莉露卡帶回浦原商店療傷。事後浦原準備將鐵齋製作的早餐親自端給莉露卡，卻發現莉露卡已經先行離去，只好將多出來的早餐端給甚太享用（動畫版則在一護的親友復原並清醒後，和眾人抵達小野瀨川，迎接剛從屍魂界返回現世的一護；但是浦原和平子的畫像，則被碎蜂拿來做為出氣的對象）。

### 千年血戰篇
就在無形帝國的使者襲擊屍魂界、造成包含一番隊副隊長雀部長次郎在內共117名死神喪生後，喜助因為察覺虛圈少了兩個破面（妮露與佩謝），隨即出現在準備前往虛圈的一護等人面前，加入一行人的行列前往虛圈展開救援行動。喜助告知一行人，屍魂界的異變與一護的戰鬥，都已經充分構成警戒條件，還認為這些事件全指向某件事物，而且已經是非同小可的程度。其後更趁著一護與虛圈狩獵隊長「J」基路傑‧歐丕對戰時，和佩謝救出被埋在沙堆裡的唐多洽卡，後從自己的傳令神機裡接獲十二番隊第三席近發送的求救訊號。為了讓一護能夠盡速前往屍魂界支援護廷十三隊，喜助隨即對基路傑發動攻擊貫穿對方的腹部，讓一護先行通過穿界門，並委託茶渡與織姬從基路傑的身上取得專門掠奪死神卍解的金屬胸章，以便於分析敵人的情報。卻因為一時疏忽、誤認對方已經無法戰鬥而疏於防備，被基路傑以「神聖滅矢」擊中背部而受了傷。
事後喜助透過隨身的通訊裝置，以及裝置於魂的眼裡的投射屏幕，向屍魂界報告一行人平安無事的消息，聲稱已和「某人」（實為葛力姆喬）達成了合作協議之餘，還建議一護這回應自行思考並依循自己的意願行動，並且在零番隊抵達瀞靈廷會晤護廷十三隊過後，和十二番隊隊長涅繭利合作，仿造志波家的花火大砲，建造前往靈王宮的發射基地台。當一護被零番隊成員二枚屋王悅遣返至現世沒多久，立刻將其待在屍魂界期間所經歷的事情全數轉告給一心。為了能夠應對即將來臨的戰爭，喜助帶領抵達虛圈展開救援行動的一行人前往涅各爾遺跡進行某項研究，負責指導茶渡和織姬進行特訓，還特地為兩者設計特製的衣裝。及後更於瀞靈廷受到無形帝國滅卻師的影響化為冰之宮殿的時候，抵達屍魂界向十二番隊隊長涅繭利傳達奪回卍解的方式的訊息，及時將阻止滅卻師盜取卍解的「侵影藥」傳送給護廷十三隊諸位正副隊長，令先前被星十字騎士團成員奪去卍解的碎蜂、朽木白哉、狛村左陣、日番谷冬獅郎成功地取回卍解，未料這項舉動，反讓奪取卍解的星十字騎士團成員們解除卍解帶來的束縛，進而施展滅卻師完聖體迎戰護廷十三隊。待無形帝國領導人友哈巴赫率領「B」雨葛蘭‧哈斯沃德和雨龍進攻靈王宮後，喜助離開技術開發局和一護、茶渡、織姬會合，決定協助一護等人前往靈王宮，向諸位護廷十三隊正副隊長們傳達「放下手邊戰鬥，立刻集合」的命令，欲幫助正副隊長們合力闖進靈王宮，孰料一護因為受到友哈巴赫的能力影響，令體內滅卻師的力量覺醒並殺害靈王，造成屍魂界、現世、斷界、虛圈開始崩壞。
之後喜助委託莉露卡和雪緒運用完現術能力，搜集「叫谷」並創造出特殊電子空間，準備藉此協助一行人襲擊友哈巴赫。還特地準備可隨意變化成人和孩童型態的手環給妮露。透過倒戈的三名星十字騎士團成員的協助，喜助偕同護廷十三隊和假面軍勢成員成功踏進被友哈巴赫改造成真世界城的靈王宮，運用特製免疫强化剂幫助受「D」亞斯金·奈克魯瓦爾的「致死量」能力影響的夜一重獲行動力，還順勢為受到亞斯金的能力影響的葛力姆喬進行治療，面對使出完聖體型態的亞斯金，喜助一度陷入苦戰，遭敵方施展「猛毒戒指」擊中右眼受傷，決定施展卍解迎擊亞斯金，透過葛力姆喬的襄助成功擊敗對方，但自己亦於敵方敗北的同時體力不支倒地。
官方小說「Can't Fear Your Own World」中接受護廷十三隊九番隊副隊長檜佐木修兵的採訪，向其揭露護廷十三隊四番隊第三席山田花太郎的兄長山田清之介和彦祢的情報。

### 獄頤鳴鳴篇
無形帝國戰爭落幕十二年後，一護、戀次、露琪亞在視訊通話期間提及喜助，根據戀次和露琪亞所稱，喜助當年在無形帝國戰爭落幕後留在技術開發局協助科技研發，發明許多靈子設備令死神們受惠（包含可觀賞現世節目的電視機），卻讓聽見這番對話的涅繭利認為喜助搶了鋒頭而頗為不滿。

## 斬魄刀
斬魄刀『紅姬』（紅姫（べにひめ））
浦原常以「彼女」（即中文中的「她」）稱呼紅姬，因此「紅姫」的斬魄刀本體可能是女性。解放前是一把雙面刃的拐杖刀，平時封印時浦原都將紅姬以拐杖的形式隨身攜帶。刀鞘的末端可讓被擊中的對象靈魂脫離身體，效果等同朽木露琪亞佩戴的悟魂手甲。

### 始解
始解後會成為一把刀柄末端彎曲、刀柄上頭有花紋的斬魄刀。具有可以輕易切斷一護的斬魄刀（在尚未知道斬月名稱前）的強大威力。相較於解放前，解放後的紅姬刀刃的闊度會增加，刀柄上方亦會出現護甲的裝飾、護甲上有繩結和三角形繩飾來綴飾，末端彎曲的部分亦多了一條紅帶。
推測是鬼道系斬魄刀，紅姬同時也是一把擁有多種能力和解放語的斬魄刀。
已知解放語有五種，最基礎的為『醒來吧、紅姬！』（起きろ『紅姫』（おきろ『～』））
通常以『啼叫吧、紅姬！』（啼け『紅姫』（なけ『～』））解放語解放出來的紅姬，能夠用刀身釋放出類似血的物質，浦原擅長使用此赤紅物質來使用攻擊技能，同時也是浦原最常用的解放語。
另三種解放語是『切裂吧、紅姬！』（切り裂き紅姫（きりさきべにひめ））、『纏繞吧、紅姬！』（縛り紅姫（しばりべにひめ））、『玩火吧、紅姬！』（火遊紅姫（ひあそびべにひめ））。

### 卍解
卍解名字起源
源自於佛教的觀世音菩薩。
- 【卍解】『觀音開紅姬改』（かんのんびらきべにひめあらため）

千年血戰篇中初次使用。發動卍解後，紅姬會具現化為體型巨大，梳著古典髮髻的長髮，穿著無袖和衣，擁有傀儡般四肢關節的女子。
施展卍解後，喜助可於斬魄刀的卍解能力範圍內，將任何被斬魄刀觸及的事物（包含自己在內的活體生物和建築物等）重新建構改造，被其改造的物體會出現類似針線般縫補的痕跡。可用於將指定的對象身體重新建構，達到重創敵方的效果，還能修復己身傷勢（例如讓受創失明的雙眼重獲視力）和重獲行動力，也能夠藉此改造週圍環境建築物，製造陷阱和開拓道路對敵方展開突襲。曾形容自己的卍解不適合拿來協助修行或是幫助他人。
在他眾多發明當中有一種叫「轉神體」的人型器具，能將斬魄刀的本體強行抽出並物質化，以便使用者去降服斬魄刀。據四楓院夜一的說法，浦原喜助透過這個器具只用了三日就習得卍解。

## 技能與招式
| 「紅姬」的技能       | 「紅姬」的技能     | 簡介 | 備註       |
| 招式名               | 解放語             | 簡介 | 備註       |
| -------------------- | ------------------ | --- | ---------- |
| 血霞之盾 （血霞の盾（ちがすみのたて））        | 『啼叫吧、紅姬！』 | 從刀身釋放出血，讓血在浦原面前形成一面六角形寶石狀的赤紅盾牌，作為防護罩使用，防禦力極高，缺點是只能防禦前方的攻擊。據喜助自己所述，血霞之盾是很難被打破的。 |            |
| 剃刀紅姬 （剃刀紅姫（かみそりべにひめ））        | 『啼叫吧、紅姬！』 | 類似一護『斬月』的「月牙天衝」。從刀尖放出由超高密度靈壓組成的赤紅色月牙斬擊，在威力和射程距離兩者都遠超過通常斬擊的程度，同時跟對象的距離越近，命中的時候威力變得更高，其威力強大就如同其「剃刀」之名。喜助曾於破面第三度襲擊現世的時候，施展此技解救被臨時NO.6魯畢運用觸手纏住的松本亂菊。 破面NO.4烏爾奇奧拉·西法可徒手推開此技能且毫髮無傷。 在PS2遊戲「BLEACH 〜放たれし野望〜」中此招則是以「紅極波」的名稱出現。 |            |
| 突拔紅姬 （突ッ撥紅姫（つっぱねべにひめ））        | 『啼叫吧、紅姬！』 | 以相同靈壓構造性質的招式，抵銷敵人的招式，但需要時間解析對手招式的靈壓構造。喜助曾於現世對抗牙密時，運用此招抵銷牙密的虛彈。 |            |
| (招式名稱不詳)       | 『切裂吧、紅姬！』 | 從刀身釋放出血，讓血在浦原面前形成一面六角形寶石狀的「血霞之盾」，由赤紅的盾中發射無數散發著紅光的光束刺穿對手。浦原於『BLEACH 劇場版－呼喚你的名字』所使用，原作並未使用過。 | 劇場版原創 |
| (招式名稱不詳)       | 『纏繞吧、紅姬！』 | 從刀身釋放出血，讓血產生一道紅黑色的線網將對手束縛。網子具有一定的堅韌度，但對崩玉化後的藍染似乎起不了甚麼作用，此招也是發動「火紅遊姬·數珠繋」的前置技能。 |            |
| 火紅遊姬·數珠繋 （火遊紅姫（ひあそびべにひめ）数珠繋（じゅずつなぎ）） | 『玩火吧、紅姬！』 | 將刀身戳向剛才放出的紅黑色線網，大量燃燒著火焰的赤紅色珠球便會從網子間的交叉處出現，瞬間便會引發衝天的大爆炸。但對崩玉化後的藍染似乎起不了甚麼作用。 |            |

### 鬼道
在劇情中使用過的鬼道。
| 破道之三十二「黃火閃」       | 對敵人施以中型高速火焰發射。 |
| 破道之九十一「千手皎天汰炮」 | 在身邊建立多座光錐砲塔，密集地向敵方射去。 |
| 縛道之四「這繩」             | 以靈力製作光索，捕捉對手。於動畫原創護廷十三隊侵軍篇使用。 |
| 縛道之三十七「吊星」         | 以靈力製作吊網，接住對方。於動畫原創護廷十三隊侵軍篇使用。 |
| 縛道之六十一「六杖光牢」     | 以六道光片鎖住對手的行動。 |
| 縛道之六十三「鎖條鎖縛」     | 用鎖鍊困住對手。 |
| 縛道七十五「五柱鐵貫」       | 以五角柱封對手的五體。於動畫原創護廷十三隊侵軍篇使用。 |
| 缚道之七十九「九曜縛」       | 產生九道漆黑靈壓，封住對手的八面與中心。 |
| 縛道之八十一「斷空」         | 可以完全防禦八十九號以下破道的障壁。於動畫原創護廷十三隊侵軍篇使用。 |
| 「封殺火刑」                 | 將死神的雙手的靈壓排出口塞住，令其無法釋放靈壓，導致受術者從身體內部燃燒殆盡。對藍染使用過此招式。 |
| 「擊界儀」                   | 召喚連接現世和虛圈的黑腔，長的詠唱是必要的。 |
| 「重擊白雷」（改造鬼道）     | 從斬魄刀前端發射類似白雷的靈壓，藉此貫穿對手的身體。 |
| 「九十六京火架封滅」         | 對藍染使用的封印系鬼道，將鬼道打入對手的體內，貫穿並徹底包覆對手的身軀，被封印的對象只會在空中留下三隻交叉的劍型椎狀體。此招產生作用的時間，視被封印對象的力量程度而定，被封印的對象力量越強悍，封印會越晚產生作用。 |

## 發明和持有物品
| 斗篷（未有特殊名稱）       | 能夠完全隱藏使用者靈壓的黑色連帽斗篷，浦原喜助曾經在101年前與握菱鐵裁前往現場救援平子等人時，穿著這件斗篷行動。喜助被驅逐出屍魂界後，藍染以特殊技術改良斗篷的功能，讓使用者可藉著灌入些許鬼道的力量，達到完全隱藏使用者的靈壓及身形。 |
| 義骸                       | 供需要長期留於現世的死神使用。一般的義骸可以吸收大氣裡的靈子使死神的靈力逐漸恢復；浦原給露琪亞使用的義骸會逐漸削弱使用者的靈力，最終將使用者由死神變成人類，除非離開義骸並回到靈子充足之處（如屍魂界）後才會恢復靈力，被其用於隱藏崩玉；浦原給一心使用的義骸是用人類魂魄所製成，能將進駐的死神魂魄包覆為完全的人類，成為介於死神和人類間的存在，但在使用義骸的期間無法使用死神之力，也無法看見虛。後來浦原喜助發明了可快速使用的充氣義骸，能在戰鬥時當成替身使用。 |
| 崩玉                       | 由浦原喜助發明，擁有自我意志，能把存在於周圍的心吸收並具象化，條件是對象具備將它完成的力量才能達成，可以說是引導至希望方向的力量。浦原喜助也因為此發明遭到藍染陷害逐出屍魂界。 |
| 疫苗（未有特殊名稱）       | 浦原喜助結合滅卻師的光箭和人類的靈魂製成的特殊疫苗，可用於阻止死神的魂魄受到虛化侵蝕的影響而自我消滅。假面軍勢等人透過接種該疫苗才能免於虛化的持續侵蝕。 |
| 義魂丸                     | 能將使用者的靈魂強行抽出身體，義魂丸裹有另外的魂魄進入身體，死神就可以隨時離開。 |
| 溫泉（未有特殊名稱）       | 浦原喜助研發的溫泉，根據麒麟寺天示郎的溫泉配方研製而成。 |
| 藥錠（未有特殊名稱）       | 浦原喜助配製的藥錠，每隔一小時服用一顆，就能讓傷勢迅速痊癒。一護被白哉重傷喪失死神力量後，透過此藥讓身體迅速復原。 |
| 轉神體                     | 外觀是白色的立體人形板，能強行將斬魄刀本體物質化，但透過這種方式進行具象化的次數僅限一次，使用者必須在三天內讓斬破刀屈服便能練成卍解。浦原喜助和黑崎一護都透過這個器具的協助於短時間內練成卍解。 |
| 飛行布綾（未有特殊名稱）   | 外觀為一條寬廣的白色布綾，可以乘載數名乘客在空中飛行，會依據使用者的意願，改變飛行的方向。浦原喜助在屍魂界拯救篇接近尾聲時使用這項道具接住從空中落下的一護等人，分別送一行人回到各自的住處。 |
| 變身手錶（動畫原創）       | 僅於動畫原創魂葬刑事篇登場，浦原喜助為魂製做，錶面顯示「K」字的特殊手錶，當魂按下手錶按鈕時就會變身成卡薩克萊薩。該錶也能透過家庭式充電器補充電力。 |
| 特製護甲（未有特殊名稱）   | 浦原喜助於空座町戰爭爆發前，為了確保四楓院夜一能在作戰期間抵禦破面的鋼皮，特別製作能套在四肢前端的堅固護甲。若是使用者在裝備該套護甲的狀態下施展肉搏技，將會增強招式的威力。但進入「崩玉魂魄組合交換」的藍染卻能輕易地破壞這套護甲。 |
| 戰鬥服（未有特殊名稱）     | 浦原喜助於空座町戰爭爆發前特地為四楓院夜一製作的黑色露背緊身戰鬥服。 |
| 靈壓封印                   | 能將特殊鬼道設置在內的手環狀封印。若將封印套在對方的四肢前端上，該對象將會因為自身靈力受到阻塞，無法在體內流暢循環，進而引發自我燃燒。 |
| 抗靈障液無痠痛α            | 浦原喜助於代死神消失篇交給夏梨的發明之一。被幽靈附身時，用來塗抹在痠痛的肩膀或腰部的特製痠痛藥劑。此種痠痛藥劑還有添加了維他命C的θ版。 |
| 防靈噴霧斥靈X              | 浦原喜助於代死神消失篇交給夏梨的發明之一。被幽靈盯上時，用來保護使用者的噴霧劑。 |
| 電磁補縛丸小球Z            | 浦原喜助於代死神消失篇交給夏梨的發明之一。被虛攻擊時，用來暫時避難，爭取逃跑時間的人臉小球。 |
| 靈刀（未有特殊名稱）       | 浦原喜助根據一心的剡月為基礎煉成的靈刀，層層累積了護廷十三隊正副隊長與其他死神注入的靈壓。將這把刀刺向失去死神力量的對象胸口，可以在不傷及該對象身軀的情況下，使該對象重獲死神力量。露琪亞透過這把刀幫助一護重獲死神的力量。 |
| 投影式電腦（未有特殊名稱） | 浦原喜助跟隨一護等人抵達虛圈展開救援行動時，隨身攜帶的通信與分析設施。外觀為附有支架的輕型屏幕，將其架設在固體物質上方的時候，會自動顯現放大的投影屏幕和影像鍵盤，可透過此設施和屍魂界進行視訊通聯，亦可用於分析指定對象的能力資料。此外喜助將魂的身體改造成可接收訊息的機體（魂的雙眼亦被改成投影裝置），所以當魂待在別處的時候，喜助亦能自由啟動魂體內的通訊接收開關，結合投影式電腦和另一端的人士聯絡。                                                         |
| 皮羅                       | 浦原喜助帶領茶渡泰虎和井上織姬於虛圈展開調查行動的期間交給織姬的人造生物。外形猶如深色水滴，擁有輕便的雙翼，裝有攝影器，說話時習慣在語尾加上「皮羅」兩字。喜助顧及織姬抵達涅各爾遺跡前隨時會遭遇危險的情況而將其交予織姬，以便於在她遭遇危險時能及時到場。但似乎因喜助忙於解析，織姬收下它後遭遇危險時並未能等到喜助到場解圍，反而是她自行設法帶著皮羅逃離敵人的追殺。                                                                                             |
| 侵影藥                     | 浦原喜助為了對付無形帝國滅卻師奪取死神卍解而研發的特製藥劑。外觀是黑色的藥錠，內部包含著少量的虛的力量，只會對已領悟卍解的死神才會有反應，僅需將身體任一部位或是斬魄刀接觸藥錠，藥錠中虛的力量就會從接觸部位浸潤至該名死神的魂魄裡，被奪走的卍解也會回歸至該名死神的斬魄刀裡，若滅卻師正在使用該名死神卍解甚至會受到損傷。由於藥錠裡有虛的力量，因此使用侵影藥的死神施展卍解時會短暫地出現虛的假面                                                                 |
| 衣服（未有特殊名稱）       | 浦原喜助於千年血戰篇特地為茶渡和織姬設計的特殊衣物，但由於喜助將織姬的服裝設計成較為曝露的模樣，加上喜助對織姬誆稱一護見到此身裝扮會很開心，令織姬同意穿著這套衣服，結果反被一護認為服裝略過曝露，被夜一吐槽「少女穿這種衣服怎會開心，還不是被某個色狼誆騙才忍著羞辱穿的」。 |
| 手環（未有特殊名稱）       | 浦原喜助於千年血戰篇交給妮露的發明品，能讓妮露在配戴手環期間自由轉換為小孩或成人的狀態。 |
| 免疫强化剂（未有特殊名稱） | 浦原喜助於千年血戰篇為了對付無形帝國滅卻師研發的特製藥劑。注射至指定對象身體裡，可提升該對象對滅卻師特殊能力的免疫性，但因製造得太倉促，藥效只有五分鐘。 |

## 卷首語
- 「沒錯，我們被別無選擇的无知和恐惧所吞噬，反而墮落那些沒有被採中的東西才称为命运的浊流之中。」——單行本第六集。

## 備註
1. ↑  1.由於作者後來在每一集單行本，補充插頁草稿畫說明所有話數尾聲的緣故，故根據單行本第1集第1章的插頁草稿畫，浦原實際上在露琪亞將大部分的力量轉給一護沒多久，便已經來到現場處理關於露琪亞的事宜。
2. ↑  2.漫畫單行本第17集附錄訪談，喜助曾提及自己配戴的相同漁夫帽約有100頂，另外喜助亦準備許多同樣款式的短外掛、木屐、短夏服裝供其更換。
3. ↑  3.漫畫版單行本第七集附錄訪談，露琪亞提到她在黑崎家裡借用衛浴設備時，總是需要麻煩一護負責把風，加上游子發現一護站在衣櫃前物色她的衣物而感到相當不悅，所以後來轉而委託喜助負責添購現世的衣物，並在浦原商店解決衛浴方面的需求。
4. ↑  4.其後藍染在空座町篇解釋道，當時藏在露琪亞體內的崩玉能呼應週遭對象的想法，加上茶渡和織姬深切地詛咒自己的無力的想法和崩玉產生共鳴，因此兩者才會被崩玉引出己身的力量。